# Ich lasse dich nicht, du segnest mich denn, BWV 157
Ich lasse dich nicht, du segnest mich denn, BWV 157 (No et deixaré, fins que no em beneeixis), és una cantata religiosa de Johann Sebastian Bach estrenada a Pomssen, a la vora de Leipzig, el 6 de febrer de 1727 amb motiu d'un funeral.

## Origen i context
El llibret és de Picander inclòs l'obra Picanders Ernst-Scherzhaffte und Satyrische Gedichte (Poemes seriosos, divertits i satírics) de l'any 1727; comença amb el versicle (32, 27) del Gènesi i acaba amb la sisena estrofa de l'himne Meinen Jesum lass ich nicht de Christian Keymann (1658). Aquesta cantata té un origen discutit; no es conserva l'original i n'han arribat còpies de la part orquestral i dels solistes separades, que foren escrites de manera independent. Tot sembla indicar, però, que es tracta d'una cantata fúnebre dedicada a Johann Christoph von Pickau, jutge d'apel·lació de la cort de Saxònia, estrenada el 6 de febrer de 1727 a l'església de Pomssen, una localitat a 20 km de Leipzig. Fou interpretada de nou el 2 de febrer de l'any següent, per la festa de la Candelera; per a aquest dia es conserven quatre cantates més, les BWV 82, BWV 83, BWV 125 i BWV 200.

## Anàlisi
Obra escrita per a tenor, baix i cor; flauta travessera, oboè d'amor, corda i baix continu. Consta de cinc números.
1. Ària (duet de tenor i baix): Ich lasse dich nicht, du segnest mich denn! (No et deixaré, fins que no em beneeixis!)
2. Ària (tenor): Ich halte meinen Jesum feste (M’aferro a Jesús amb afany)
3. Recitatiu (tenor): Mein lieber Jesu du (O tu, estimat Jesús meu)
4. Ària, recitatiu i arioso (baix): Ja, ja, ich halte Jesum feste (Sí, sí, m'aferro amb ànsia, a Jesú,)
5. Coral: Meinen Jesum lass ich nicht (No deixaré el meu Jesús)

L'obra comença amb un duo de tenor i baix amb el versicle indicat, que li dona títol, tractat en un estil imitatiu per les dues veus acompanyades per la flauta, l'oboè d'amor, el violí i el continu. A l'ària del segon número el tenor dialoga amb l'oboè d'amor i el continu, conté una part instrumental de proporcions notables, la veu canta l'adhesió a Jesús amb vocalitzacions sobre halte (m’aferro), ewig (mai) i Gewalt (amb braó). Un recitatiu de tenor precedeix el quart moviment, una ària de baix molt poc convencional amb parts solistes de la flauta travessera i el violí, i dues seqüències de recitatiu secco i un arioso intercalats. L'obra clou amb el coral habitual que canta el text indicat amb una melodia d'Andreas Hammerschmidt de l'any 1658; té una durada aproximada de vint minuts.

## Discografia seleccionada
- J.S. Bach: Das Kantatenwerk. Sacred Cantatas Vol. 8. Gustav Leonhardt, Tölzer Knabenchor (Gerard Schmidt-Gaden, director), Collegium Vocale Gent (Philippe Herreweghe, director), Leonhardt-Consort, Kurt Equiluz, Max van Egmond. (Teldec), 1994.
- J.S. Bach: Complete Cantatas Vol. 18. Ton Koopman, Amsterdam Baroque Orchestra & Choir, James Gilchrist, Klaus Mertens. (Challenge Classics), 2005.
- J.S. Bach: Cantatas Vol. 51. Masaaki Suzuki, Bach Collegium Japan, Christoph Genz, Peter Kooij. (BIS), 2012.
- J.S. Bach: Church Cantatas Vol. 48. Helmuth Rilling, Gächinger Kantorei Stuttgart, Bach-Collegium Stuttgart, Adalbert Kraus, Philippe Huttenlocher. (Hänssler), 1999.